# 成城石井
株式會社成城石井（日语：／、SEIJO ISHII CO., LTD.）是以日本關東地方為中心的食品連鎖超市。

## 概要
成城石井以海外輸入食品為特色。最初是走高級超市路線，在成為REX HOLDINGS子公司後轉變經營方針，走向平民化，開始前往重要車站的車站大樓展店。成城石井原先是小田急小田原線成城學園前站前的蔬果店，之後轉變為超市。在社長石井良明的方針下，逐漸發展成高品質連鎖超市。2004年，REX HOLDINGS收購66.7%的股權，2006年2月成為完全子公司。
2006年3月起，24小時高品質迷你超市「SEIJOISHII Select」在西麻布、代官山、日本橋、池袋陽光城（營業時間07：30-22：00）展店。2008年7月代官山店關閉。
2011年2月28日，媒體報導母公司REX HOLDINGS計畫將成城石井賣給三菱商事系列的基金公司『丸之內資本』（丸の内キャピタル）。REX最初表示「此時還未決定」。但在3月8日，REX與丸之內資本發表將業務轉讓給丸之內資本設立的新公司，同年5月31日完成轉讓。
「成城石井管理方法」是所謂ABC分類法，21世紀後在日本零售界開始流傳，成城石井將商品分為ABC三類，A為各處其他超市都能買到的普通品，B為因物流或產量因素於較大超市才能買到少見品，C為被成城石井寡占簽下或自創商品在其他同業極難買到。戰略主軸就是不斷大量尋找或創造C品，在商品陳列上將A品混雜於BC品中而其A品價格其實並不便宜甚至比同業貴一些，但消費者一進店被優先陳列在動線前端的C所吸引認為這是一間與眾不同的超市，在決定購買BC品後為了省麻煩會一併順手購買A類並忍受較高一點的價格。當一些C品在銷量長紅後被其他同業關注也販售，且製造商增產變得常見後，就將之劃入B類，公司管理層只要時常檢視C類的品項多寡就能反映公司競爭力和警訊。

## 沿革
- 1927年 - 在東京都世田谷區成城創業

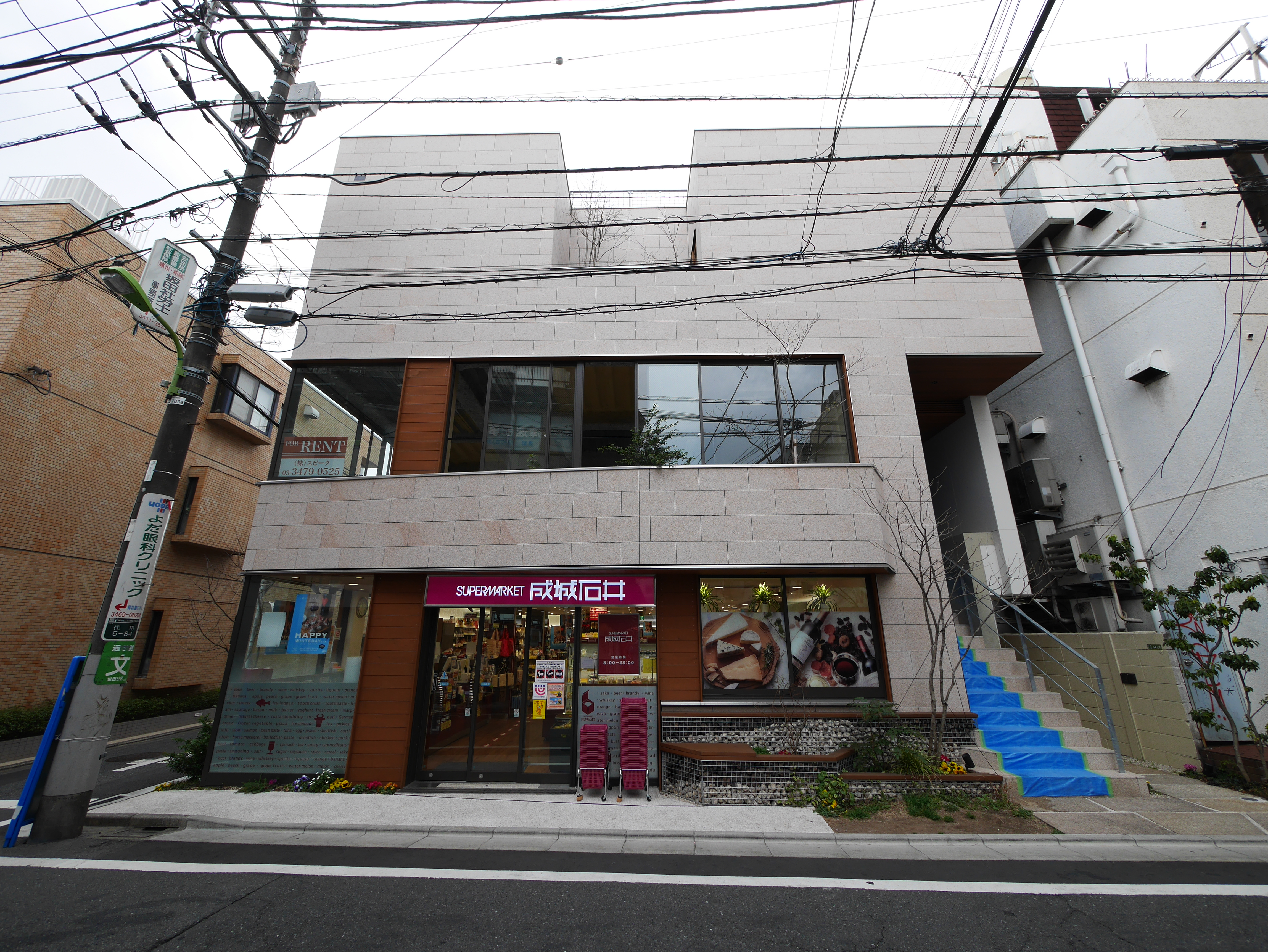
於住宅區的店面

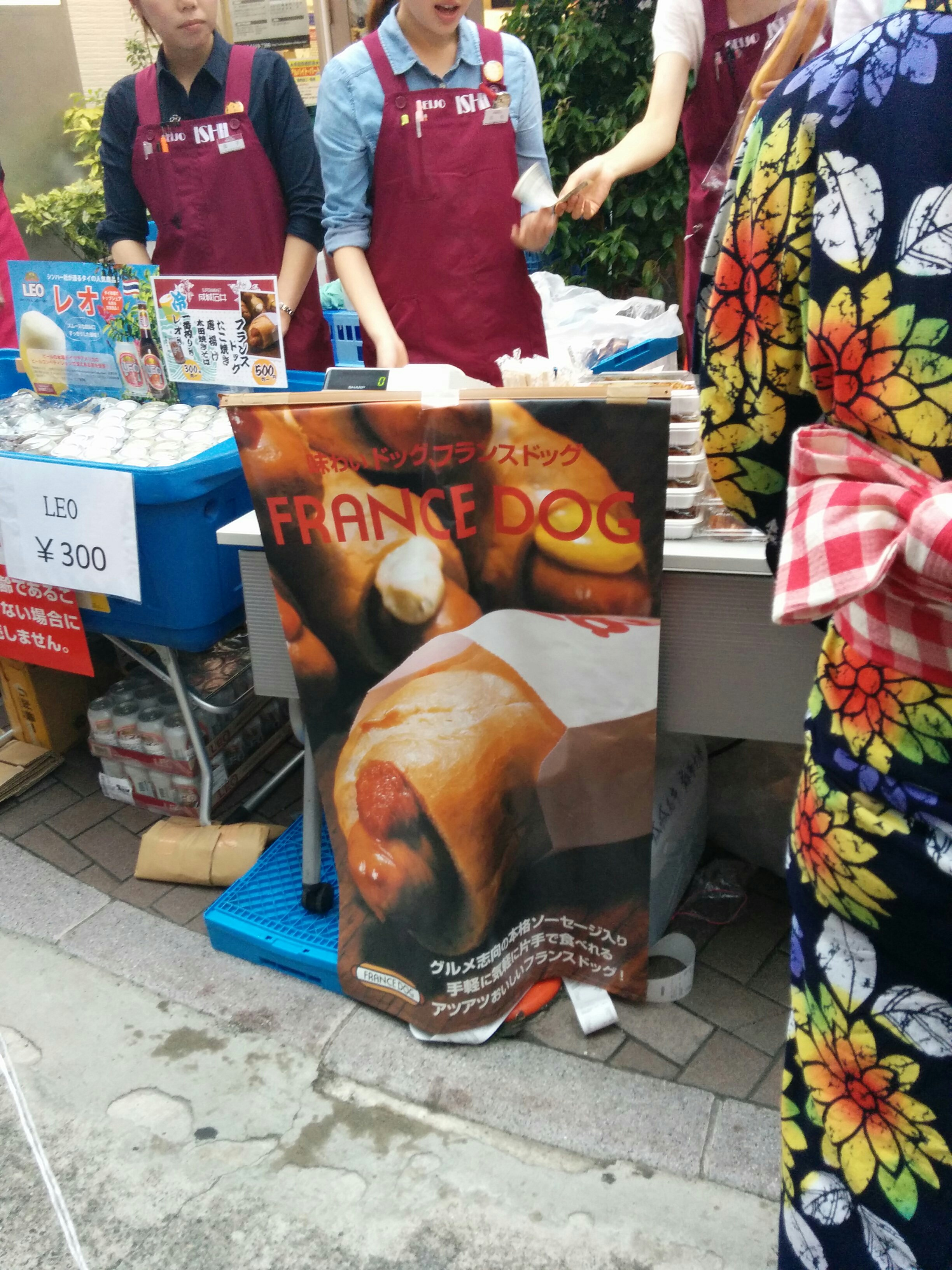
販售的法國進口熱狗

- 1950年2月 - 公司成立（株式會社石井食料品店）
- 1976年 - 公司名稱變更為株式會社成城石井，開始超市業務
- 1988年 - 青葉台站店開幕。
- 2001年 - 進軍近畿地方，大阪梅田店開幕。
- 2004年
  - - 進軍中部地方，名古屋站廣小路口店開幕。
  - 10月 - REX HOLDINGS取得經營權。
- 2006年
  - 2月21日 - 成為REX HOLDINGS完全子公司。
  - 7月18日 - 本社移至六本木第一大廈（日语：六本木ファーストビル）。
- 2007年
  - 1月 - 曾擔任參與伊藤洋華堂、迅銷等公司改革的大久保恒夫（日语：大久保恒夫）就任社長。
  - 7月30日 - 本社移至橫濱西口加藤大樓。
- 2010年9月1日 - 取締役執行役員營業本部本部長原昭彥就任社長。前社長大久保轉聘顧問。
- 2011年
  - 3月8日 - 三菱商事系列的基金公司丸之內資本設立新公司接手成城石井[9]。
  - 5月31日 - 完成轉讓[10]。
- 2014年
  - 9月29日 - 羅森宣布收購成城石井[11]。
- 2015年
  - 3月13日－「偏遠地區單店作戰」（遠隔地単店オペレーション）第一彈於山梨縣甲府站『CELEO甲府（日语：セレオ甲府）』開店[12]。
  - 10月15日－新形態門市「成城石井 SELECT」1號店於愛知縣JR豐橋站剪票口內開店。
- 2016年
  - 2月5日－發表自有品牌「desica」[13]。

## 門市
2015年，共有直營門市119間，加盟門市15間。

## 備註
1. ↑  . 『日経ビジネスアソシエ』. 2004-10-19.
2. ↑  . 読売新聞. 2011-02-28  [2011-02-28]. （原始内容存档于2011-03-03）.
3. ↑   (pdf) (新闻稿). 株式会社 レックス・ホールディングス. 2011-02-28  [2011-02-28].[永久]
4. ↑   (PDF) (新闻稿). 株式会社 レックス・ホールディングス. 2011-03-08  [2011-03-08]. （原始内容 (pdf)存档于2012-01-21）.
5. ↑   (PDF) (新闻稿). 丸の内キャピタル株式会社. 2011-03-08  [2011-06-03]. （原始内容 (pdf)存档于2013-06-24）.
6. ↑   (PDF) (新闻稿). 株式会社 レックス・ホールディングス. 2011-05-31  [2011-06-03]. （原始内容 (pdf)存档于2012-01-21）.
7. ↑   (新闻稿). 株式会社成城石井. 2011-05-31  [2011-06-03]. （原始内容存档于2011-07-27）.
8. 1 2  一流的人讀書  作者：土井英司 .ISBN：9789863982746
9. ↑  . 共同通信. 2011-03-08.
10. ↑  当社全事業の譲渡手続き完了のお知らせ 的存檔，存档日期2011-07-27.
11. ↑  .   [2016-04-02]. （原始内容存档于2019-04-30）.
12. ↑   (新闻稿).   [2015-02-03]. （原始内容存档于2020-12-01）.
13. ↑   (新闻稿).   [2016-04-02]. （原始内容存档于2020-12-01）.

## 外部連結
- 成城石井 （页面存档备份，存于）
- 成城石井的Facebook專頁